# Virgil Carianopol
Virgil Carianopol (n. 29 martie 1908, Caracal, județul Romanați, România – d. 6 aprilie 1984, București, România) a fost om de litere român, poet și scriitor de literatură pentru copii.

## Biografie
După ce a urmat primii ani de școală  la Caracal (1916-1922), s-a înscris la o școală militară de artificieri din București (1924-1930). Între 1934 și 1938 a audiat cursurile Facultății de Litere și Filosofie din București. A lucrat ca salariat civil în diferite servicii ale armatei. Membru al Mișcării legionare. Din 1956 până în 1963 a făcut închisoare politică la Aiud și Periprava. Virgil Carianopol a fost condamnat pentru infracțiunea de uneltire contra ordinii sociale.
Virgil Carianopol a colaborat la revista "Viața literară", condusă de George Murnu, revistă la care colabora masiv și Radu Gyr, sub pseudonimul Tartacot.

A fost afiliat la un moment dat grupului avangardist de la „unu”, apoi s-a reprofilat după 1936 pe tradiționalism, iar versurile sale postbelice au fost fie etichetate oarecum „neoclasice”. În plus, a mai fost afiliat și imagismului, fie el din descendența lui Ilarie Voronca sau a lui Serghei Esenin.
Astfel, opera sa include versuri avangardiste (Un ocean, o frunte în exil), lirică neoclasică, tradiționalistă (Flori de spini, Elegii și elegii) și care exaltă sentimentul național (Ștergar Românesc), precum și memorialistică (Scriitori care au devenit amintiri).

## Opera publicată
- Flori de spin, 1931
- Versuri - Virgil Carianopol, Editura Vraja, București, 1933
- Un ocean, o frunte în exil, editura unu, București, 1934
- Scrisori către plante, Editura Fundației pentru Literatură și Artă "Regele Carol al II-lea", București, 1936 (pentru care este premiat de Societatea Scriitorilor Români)
- Carte pentru domnițe, Editura Cartea Românească, București, 1937
- Frunzișul toamnei mele, Editura Universul Literar, București, 1938
- Scară la cer, Editura Universul Literar, București, 1940
- Poeme de pe front, Editura Bucur Ciobanul, București, 1943
- Versuri, Editura pentru Literatură, București, 1967
- Cântece de amurg, Editura pentru Literatură, București, 1969
- Cântece românești, Editura Militară, București, 1970
- Viorile vârstei, Editura Eminescu, București, 1972
- Lirice, Editura Scrisul Românesc, Craiova, 1973
- Ștergar românesc, Editura Militară, București, 1973
- Scriitori care au devenit amintiri, Editura Minerva, București, 1973 (memorialistică)
- Elegii și elegii, Editura Eminescu, București, 1974
- Arcașul lui Ștefan, București, 1976 (literatură pentru copii?)
- Cântece oltenești, Editura Scrisul Românesc, Craiova, 1977
- Viorile vârstei, Colecția "Cele mai frumoase poezii", Editura Albatros, București, 1978
- Lumini pentru dragostea mea, Editura Eminescu, București, 1978
- Peisaj românesc, Editura Militară, București, 1979
- Copilul cu inima de aur. Povești și povestiri istorice, București, 1980 (literatură pentru copii?)
- Copilul și țara, 1981
- Cântec la plecarea verii, Editura Albatros, București, 1982
- Scriitori care au devenit amintiri - Vol. II, Editura Scrisul Românesc, Craiova, 1982 (memorialistică)
- Scară la cer, Colecția "Biblioteca pentru toți", Editura Minerva, București, 1983 (prefață de C. Stănescu
- Cântece pentru mama, Editura Ion Creangă, București, 1984
- La ceasul de taină, Editura Scrisul Românesc, Craiova, 1986
- Scrisori către plante, Colecția "Poeți români contemporani", Editura Eminescu, București, 1997 (ediție îngrijită de Virginia Carianopol, cu un cuvânt înainte de Sultana Craia)
- Scriitori care au devenit amintiri. Pagini de jurnal, Editura Universal Dalsi, București, 1999 (ediție îngrijită de Virginia Carianopol)